# Hibristofilia
Hibristofilia é uma parafilia que envolve interesse sexual, romântico e atração por aqueles que cometem crimes violentos, como estupro, assassinato, ou assalto à mão armada. O termo é derivado da palavra grega "ὑβρίζειν" (hubrizein), que significa "cometer um ultraje contra alguém" (derivada por sua vez de "ὕβρις" [hubris]), e "φίλος" (philos), que significa "ter uma forte afinidade/preferência por".
Muitos criminosos famosos, particularmente aqueles que cometeram crimes atrozes, recebem na prisão "cartas de fã", que, algumas vezes, tem conotação amorosa ou sexual, presumivelmente por conta deste fenômeno. Em alguns casos, os admiradores desses criminosos chegam a ir à prisão para casar com o objeto de sua afeição. Na cultura popular, esse fenômeno também é conhecido como "Sindrome de Bonnie e Clyde".

## Causas
O primeiro psicólogo a se debruçar sobre o assunto foi John Money, ele definiu a hibristofilia como "Uma parafilia em que a excitação sexual, facilitação e obtenção de orgasmo são sensíveis e dependem de estar com um parceiro conhecido por ter cometido um ultraje ou crime, como estupro, assassinato, ou assalto à mão armada." Pesquisadores e estudiosos posteriores trouxeram novas definições e estudos sobre o tema, mas o que todos eles tinham em comum é que a hibristofilia se difere de algumas outras parafilias, por ser bem mais predominante em mulheres, em especial mulheres heterossexuais.
Algumas especulações foram oferecidas quanto à causa da hibristofilia. A professora de psicologia forense, Katherine Ramsland, discute que a condição é mais comum em mulheres e menciona que algumas das mulheres em particular que se casaram ou namoraram assassinos em série do sexo masculino ofereceram as seguintes razões: 
- Muitas acreditam que podem mudar um homem tão cruel e poderoso quanto um serial killer.
- Outras 'veem' o garotinho que o assassino já foi e procuram cuidar dele.
- Algumas esperavam dividir os holofotes da mídia ou conseguir um contrato para escrever um livro ou filme.
- A noção do 'namorado perfeito'. Ela sabe onde ele está o tempo todo, e sabe que ele está pensando nela. Embora ela possa alegar que ele a ama, ela não precisa suportar os problemas do dia a dia envolvidos na maioria dos relacionamentos. Não há roupa para lavar, nem cozinhar para ele, nem prestar contas a ele. Ela pode manter a fantasia carregada por um longo tempo.

O psiquiatra Leandro Morita também pondera que muitas das mulheres que se envolvem com homens criminosos, muitas vezes, se identificam com eles e divide a hibristofilia em dois grupos: Passiva e ativa, a primeira se refere à pessoa que vai atrás do criminoso na intenção de apenas manter um relacionamento normal. Já ativa é quando a pessoa passa a também cometer crimes ao lado do companheiro.
Alguns especialistas em saúde mental compararam a paixão por assassinos a formas extremas de fanatismo. Eles veem essas mulheres como mulheres inseguras que não conseguem encontrar o amor de maneiras normais ou como mulheres "Evitativas do amor" que buscam relacionamentos românticos que não podem ser consumados. No entanto, embora isso possa ser verdade em alguns casos, várias das mulheres que se devotaram à criminosos violentos, também eram incrivelmente belas, educadas e até mesmo casadas. Algumas eram advogados, psicólogas ou juízas.
Embora os motivos que levam mulheres à envolverem tão apaixonadamente com homens criminosos variem, todas elas compartilham em comum um forte senso de proteção sobre o relacionamento e parceiro. Algumas sabem que seu cônjuge encarcerado é culpado, mas outras insistem em sua inocência — apesar das evidências claras do contrário.
Teóricos da psicologia evolutiva levantam a hipótese da existência de um ímpeto biológico que opera sobre à parte da lógica. Pesquisas com primatas mostram que as fêmeas preferem os machos maiores, mais barulhentos e mais violentos.Em humanos, então, certas mulheres podem sentir que um homem violento seja um companheiro melhor que poderia entregar mais do que um homem comum poderia. Por meio dele, ela percebe subconscientemente, que poderia ganhar status e proteção.
As mulheres que escrevem cartas de amor ou até mesmo perseguem homens que estão presos por crimes são às vezes chamadas de groupies da prisão.

## Exemplos notáveis
- Um dos exemplos mais infames de hibristofilia é o grande número de mulheres atraídas por Ted Bundy após sua prisão.  Ele frequentemente atraía dezenas de mulheres para os tribunais durante os seus julgamentos todos os dias[8]. Bundy também recebeu centenas de cartas de amor de mulheres enquanto estava preso e se casou com uma mulher, Carole Ann Boone, que ele conheceu enquanto ambos trabalhavam em Washington. Ele a pediu em casamento no meio do processo enquanto Boone estava no banco das testemunhas. Boone deu à luz uma filha que se acreditava ter sido gerada por Bundy. [9]
- Jeffrey Dahmer, um assassino em série, relatou que inúmeras mulheres lhe enviaram cartas, dinheiro e outros presentes durante seu tempo na prisão, apesar dele ser um homem gay e um canibal. [10]
- Richard Ramirez , o "Night Stalker" que matou 13 pessoas e tinha "mais do que um interesse passageiro" no satanismo, tinha fãs que lhe escreviam cartas e lhe faziam visitas. Ele acabou se casando com uma delas durante a prisão. [11]
- No Brasil, um dos casos mais emblemáticos é o de Assis Pereira, conhecido como o "Maníaco do Parque", que foi condenado a 280 anos de prisão por ter matado sete mulheres e atentado contra a vida de outras nove no Parque do Estado, em São Paulo. Um mês após ser preso, o serial killer brasileiro já havia recebido cerca de mil cartas de mulheres interessadas em conhecê-lo e outras se declarando apaixonadas por ele.[6]
- Terroristas como Ted Kaczynski [12], Timothy McVeigh e Anders Behring Breivik também foram alvo de hibristofilia.
- Jeremy Meeks, após sua prisão em 2014, se tornou viral no Facebook por sua aparição em sua foto de fichamento. Após sua libertação, ele se tornou um modelo de moda.[13]
- Em 2024, um homem chamado Wade Wilson foi condenado a morte por assassinar e torturar duas mulheres no estado da Flórida, Wade posteriormente se tornou popular entre as mulheres nas redes sociais e algumas delas chegaram a escrever cartas para os juízes implorando para que ele não fosse condenado a morte.[14]